# Správní obvod obce s rozšířenou působností Chrudim
Správní obvod obce s rozšířenou působností Chrudim je od 1. ledna 2003 jedním ze dvou správních obvodů rozšířené působnosti obcí v okrese Chrudim v Pardubickém kraji. Čítá 86 obcí.
Městský úřad Chrudim vykonává agendy v určeném rozsahu přenesené (delegované) státem v rámci jeho rozšířené působnosti státní správy a pro obce Bylany, Dolní Bezděkov, Dřenice, Dvakačovice, Chrudim, Kočí, Křižanovice, Liboměřice, Licibořice, Lukavice, Mladoňovice, Orel, Rabštejnská Lhota, Slatiňany, Sobětuchy, Stolany, Svídnice, Třibřichy, Tuněchody, Úhřetice, Vejvanovice a Žumberk také v působnosti pověřeného obecního úřadu.
Ve správním obvodu obce s rozšířenou působností státní správy svěřené městu Chrudim jsou také obce s působností pověřeného obecního úřadu: Chrast, Chrudim, Heřmanův Městec, Nasavrky, Skuteč a Třemošnice.
Ministerstvo vnitra České republiky, na základě ustanovení zákona č. 314/2002 ze dne 13. června 2002, o stanovení obcí s pověřeným obecním úřadem a stanovení obcí s rozšířenou působností obce, vymezilo správní obvody územím obcí do nich náležejících Vyhláškou č. 388/2002 ze dne 15. srpna 2002; v ustanovení § 8 pro Pardubický kraj a správní obvod obce s pověřeným obecním úřadem, též Chrudim a v § 21 pro Pardubický kraj a správní obvod obce s rozšířenou působností, též Chrudim.
Dnem 1. ledna 2003 na obec s rozšířenou působností Chrudim přešla část původních kompetencí Okresního úřadu v Chrudimi, zrušeného ke dni 31. prosince 2002; některé agendy bývalého okresního úřadu byly předány krajskému úřadu Pardubického kraje na základě zákona č. 320/2002, o změně a zrušení některých zákonů v souvislosti s ukončením činnosti okresních úřadů.

## Geografie
Obce zahrnuté do správního obvodu s rozšířenou působností Chrudim leží v krajině svým charakterem velice rozmanité a s dosti rozdílnou nadmořskou výškou. V oblasti kolem Chrudimi leží obce v nižších nadmořských výškách a okrajově i na území Východolabské tabule (v nížině Pardubické kotliny například část území obce Ostrov).
Centrální část správního obvodu leží ve Svitavské pahorkatině, v její jen mírně zvlněné krajině Chrudimské tabule se nachází například obce Bořice, Bylany, Čankovice, Dvakačovice, Honbice, Horka, Hrochův Týnec, Hroubovice, Chrast, Chroustovice, město Chrudim, Jenišovice, Kočí, Lány, Orel, Přestavlky, Rosice, Řestoky, část Slatiňan, Sobětuchy, Stolany, Třibřichy, Tuněchody a Zaječice.
Obce od Chrudimi dál na jihovýchod, například Luže, Střemošice, část území Perálce a také obce Zderaz leží v kopcovité krajině Loučenské tabule Svitavské pahorkatiny.
Zejména na jihovýchodě (na okraji Žďárských vrchů Hornosvratecké vrchoviny s částí území Proseče) až jihozápadě (v části Sečské vrchoviny v pohoří Železných hor s vícero obcemi) správního obvodu se katastrální území obcí nachází již v nadmořských výškách 500 a více metrů. Území obcí tam má charakter pahorkatiny (Skutečská pahorkatina) až vrchoviny (Kameničská vrchovina).
Na území Sečské vrchoviny Železných hor, od Chrudimi na jihovýchod až jihozápad, leží část území obce Bítovany a také obce Bojanov, Ctětín, České Lhotice, Hodonín, Horní Bradlo, Krásné, Křižanovice, Leštinka, Liboměřice, Licibořice, Lukavice, Míčov-Sušice, Mrákotín, Nasavrky, Prachovice, Proseč, Prosetín, Předhradí, část území Rabštejnské Lhoty, Seč, Skuteč, část území Slatiňan (Škrovád), Svídnice, část Třemošnice, Vápenný Podol, část Vrbatova Kostelce a Žumberk.
Ve Chvaletické pahorkatině Železných hor leží obce západně od Chrudimi, například Heřmanův Městec, Hošťálovice, Klešice, Kostelec u Heřmanova Městce, Lipovec a Načešice.
Na jihozápadním okraji správního obvodu, již v Čáslavské kotlině Středolabské tabule, leží obce Podhořany u Ronova, Ronov nad Doubravou a Žlebské Chvalovice a na Kutnohorské plošině Hornosázavské pahorkatiny je to část Běstviny a Třemošnice.
Část území správního obvodu překrývá Chráněná krajinná oblast Železné hory (na jejím území například obce Horní Bradlo, Seč, Žlebské Chvalovice a také částečně Běstvina, Bojanov, Ctětín, Licibořice, Nasavrky, Svídnice a Třemošnice).

## Seznam obcí
Poznámka: Města jsou vyznačena tučně, městyse kurzívou.
| Obec                        | Status | Pověřená obec   | Katastrální výměra km2 | Nadmořská výška | Částí obce | Katastrálních území |
| --------------------------- | ------ | --------------- | ---------------------- | --------------- | ---------- | ------------------- |
| Běstvina                    | obec   | Třemošnice      | 14,07                  | 338             | 5          | 4                   |
| Biskupice                   | obec   | Třemošnice      | 2,73                   | 284             | 1          | 1                   |
| Bítovany                    | obec   | Chrast          | 3,48                   | 284             | 2          | 1                   |
| Bojanov                     | městys | Nasavrky        | 17,81                  | 428             | 8          | 4                   |
| Bor u Skutče                | obec   | Skuteč          | 4,35                   | 477             | 1          | 1                   |
| Bořice                      | obec   | Chrast          | 3,20                   | 245             | 1          | 1                   |
| Bousov                      | obec   | Třemošnice      | 3,80                   | 289             | 2          | 1                   |
| Bylany                      | obec   | Chrudim         | 3,67                   | 252             | 1          | 1                   |
| Ctětín                      | obec   | Nasavrky        | 7,52                   | 513             | 4          | 1                   |
| Čankovice                   | obec   | Chrast          | 4,19                   | 245             | 1          | 1                   |
| České Lhotice               | obec   | Nasavrky        | 5,63                   | 515             | 2          | 1                   |
| Dolní Bezděkov              | obec   | Chrudim         | 1,75                   | 244             | 1          | 1                   |
| Dřenice                     | obec   | Chrudim         | 2,54                   | 245             | 1          | 1                   |
| Dvakačovice                 | obec   | Chrudim         | 3,64                   | 248             | 1          | 1                   |
| Heřmanův Městec             | město  | Heřmanův Městec | 14,34                  | 280             | 4          | 2                   |
| Hluboká                     | obec   | Skuteč          | 7,33                   | 437             | 4          | 2                   |
| Hodonín                     | obec   | Nasavrky        | 6,96                   | 530             | 1          | 1                   |
| Honbice                     | obec   | Chrast          | 4,84                   | 277             | 2          | 2                   |
| Horka                       | obec   | Chrast          | 10,00                  | 300             | 4          | 2                   |
| Horní Bradlo                | obec   | Nasavrky        | 20,32                  | 510             | 7          | 4                   |
| Hošťalovice                 | obec   | Heřmanův Městec | 4,49                   | 412             | 2          | 2                   |
| Hrochův Týnec               | město  | Chrast          | 12,50                  | 241             | 5          | 4                   |
| Hroubovice                  | obec   | Chrast          | 1,52                   | 314             | 1          | 1                   |
| Chrast                      | město  | Chrast          | 17,83                  | 285             | 4          | 4                   |
| Chroustovice                | městys | Chrast          | 21,59                  | 225             | 7          | 6                   |
| Chrudim                     | město  | Chrudim         | 33,20                  | 240             | 8          | 5                   |
| Jenišovice                  | obec   | Chrast          | 11,72                  | 237             | 5          | 4                   |
| Klešice                     | obec   | Heřmanův Městec | 4,66                   | 252             | 2          | 1                   |
| Kněžice                     | obec   | Třemošnice      | 4,59                   | 312             | 1          | 1                   |
| Kočí                        | obec   | Chrudim         | 7,06                   | 254             | 1          | 1                   |
| Kostelec u Heřmanova Městce | obec   | Heřmanův Městec | 7,46                   | 330             | 2          | 1                   |
| Krásné                      | obec   | Nasavrky        | 7,24                   | 605             | 3          | 2                   |
| Křižanovice                 | obec   | Chrudim         | 3,12                   | 480             | 1          | 1                   |
| Lány                        | obec   | Heřmanův Městec | 4,63                   | 276             | 2          | 1                   |
| Leštinka                    | obec   | Skuteč          | 1,59                   | 384             | 1          | 1                   |
| Libkov                      | obec   | Nasavrky        | 3,80                   | 508             | 1          | 1                   |
| Liboměřice                  | obec   | Chrudim         | 6,49                   | 463             | 4          | 2                   |
| Licibořice                  | obec   | Chrudim         | 9,25                   | 403             | 3          | 1                   |
| Lipovec                     | obec   | Třemošnice      | 5,38                   | 340             | 2          | 2                   |
| Lozice                      | obec   | Chrast          | 3,67                   | 281             | 1          | 1                   |
| Lukavice                    | obec   | Chrudim         | 9,44                   | 308             | 6          | 3                   |
| Luže                        | město  | Skuteč          | 30,70                  | 309             | 12         | 8                   |
| Míčov-Sušice                | obec   | Heřmanův Městec | 12,36                  | 533             | 5          | 5                   |
| Mladoňovice                 | obec   | Chrudim         | 12,37                  | 437             | 8          | 4                   |
| Morašice                    | obec   | Heřmanův Městec | 13,00                  | 292             | 5          | 5                   |
| Mrákotín                    | obec   | Skuteč          | 5,18                   | 453             | 2          | 1                   |
| Nabočany                    | obec   | Chrast          | 3,16                   | 255             | 1          | 1                   |
| Načešice                    | obec   | Heřmanův Městec | 9,03                   | 323             | 2          | 2                   |
| Nasavrky                    | město  | Nasavrky        | 12,55                  | 475             | 8          | 3                   |
| Orel                        | obec   | Chrudim         | 6,44                   | 275             | 2          | 1                   |
| Ostrov                      | obec   | Chrast          | 4,17                   | 262             | 1          | 1                   |
| Perálec                     | obec   | Skuteč          | 4,56                   | 477             | 2          | 1                   |
| Podhořany u Ronova          | obec   | Heřmanův Městec | 5,33                   | 284             | 3          | 1                   |
| Prachovice                  | obec   | Heřmanův Městec | 5,33                   | 456             | 1          | 1                   |
| Proseč                      | město  | Skuteč          | 34,02                  | 523             | 7          | 7                   |
| Prosetín                    | obec   | Skuteč          | 5,31                   | 421             | 3          | 1                   |
| Předhradí                   | obec   | Skuteč          | 8,23                   | 420             | 2          | 1                   |
| Přestavlky                  | obec   | Chrast          | 2,91                   | 260             | 1          | 1                   |
| Rabštejnská Lhota           | obec   | Chrudim         | 7,10                   | 306             | 3          | 2                   |
| Ronov nad Doubravou         | město  | Třemošnice      | 17,01                  | 255             | 3          | 3                   |
| Rosice                      | obec   | Chrast          | 16,08                  | 257             | 4          | 4                   |
| Rozhovice                   | obec   | Heřmanův Městec | 4,71                   | 259             | 1          | 1                   |
| Řestoky                     | obec   | Chrast          | 3,91                   | 258             | 1          | 1                   |
| Seč                         | město  | Třemošnice      | 36,67                  | 532             | 10         | 9                   |
| Skuteč                      | město  | Skuteč          | 35,40                  | 330-479         | 13         | 11                  |
| Slatiňany                   | město  | Chrudim         | 15,60                  | 268             | 5          | 4                   |
| Smrček                      | obec   | Chrast          | 4,72                   | 363             | 2          | 1                   |
| Sobětuchy                   | obec   | Chrudim         | 3,82                   | 285             | 3          | 1                   |
| Stolany                     | obec   | Chrudim         | 5,47                   | 288             | 1          | 1                   |
| Střemošice                  | obec   | Skuteč          | 4,27                   | 394             | 2          | 1                   |
| Svídnice                    | obec   | Chrudim         | 3,11                   | 294             | 2          | 1                   |
| Trojovice                   | obec   | Chrast          | 2,72                   | 252             | 1          | 1                   |
| Třemošnice                  | město  | Třemošnice      | 19,02                  | 301             | 8          | 7                   |
| Třibřichy                   | obec   | Chrudim         | 4,15                   | 253             | 1          | 1                   |
| Tuněchody                   | obec   | Chrudim         | 6,57                   | 237             | 1          | 1                   |
| Úherčice                    | obec   | Heřmanův Městec | 2,89                   | 394             | 1          | 1                   |
| Úhřetice                    | obec   | Chrudim         | 4,69                   | 237             | 1          | 1                   |
| Vápenný Podol               | obec   | Heřmanův Městec | 9,11                   | 477             | 3          | 3                   |
| Vejvanovice                 | obec   | Chrudim         | 2,74                   | 248             | 1          | 1                   |
| Vrbatův Kostelec            | obec   | Skuteč          | 5,44                   | 408             | 4          | 2                   |
| Vyžice                      | obec   | Heřmanův Městec | 3,41                   | 380             | 2          | 1                   |
| Zaječice                    | obec   | Chrast          | 12,34                  | 265             | 2          | 1                   |
| Zájezdec                    | obec   | Chrast          | 1,55                   | 264             | 1          | 1                   |
| Zderaz                      | obec   | Skuteč          | 6,60                   | 478             | 1          | 1                   |
| Žlebské Chvalovice          | obec   | Třemošnice      | 3,59                   | 385             | 2          | 1                   |
| Žumberk                     | městys | Chrudim         | 4,78                   | 355             | 3          | 1                   |

## Obyvatelstvo
| Rok  | Obyv.  | ± %    |
| ---- | ------ | ------ |
| 1869 | 86 189 | —      |
| 1880 | 92 777 | +7,6 % |
| 1890 | 93 051 | +0,3 % |
| 1900 | 94 929 | +2 %   |
| 1910 | 98 147 | +3,4 % |

| Rok  | Obyv.  | ± %     |
| ---- | ------ | ------- |
| 1921 | 95 646 | −2,5 %  |
| 1930 | 94 498 | −1,2 %  |
| 1950 | 78 951 | −16,5 % |
| 1961 | 82 255 | +4,2 %  |
| 1970 | 80 623 | −2 %    |

| Rok  | Obyv.  | ± %    |
| ---- | ------ | ------ |
| 1980 | 82 725 | +2,6 % |
| 1991 | 82 302 | −0,5 % |
| 2001 | 82 110 | −0,2 % |
| 2011 | 82 143 | +0 %   |
| 2021 | 82 337 | +0,2 % |